# Naked Fear
Naked Fear (bra: A Presa Humana; prt: Presa Indefesa) é um filme estadunidense de 2007, do gênero suspense, dirigido por Thom Eberhardt.